# Sporthalle Brandberge
Die Sporthalle Brandberge ist eine multifunktionale Sport- und Mehrzweckhalle auf dem Gelände Kreuzvorwerk/Brandberge der Stadt Halle an der Saale in Sachsen-Anhalt.

## Geschichte
Der Neubau der Halle wurde im Oktober 1994 vom Rat der Stadt beschlossen, um die Stadt Halle an der Saale auch langfristig als Leistungszentrum des deutschen Sports zu etablieren. Nach 34 Monaten Bauzeit wurde sie am 20. Dezember 1997 übergeben.
Ausgestattet ist die Leichtathletik-Halle mit vier 200-Meter-Rundbahnen, acht 60-Meter-Wettkampfbahnen, je einer Weit- bzw. Dreisprunganlage, einer Hochsprunganlage, einer Stabhochsprunganlage sowie einer Kugelstoßanlage, und durch den zusätzlich vorhandenen Laufschlauch mit sechs 110-Meter-Trainingsbahnen und einer Trainingsanlage für Weit- und Dreisprung erhöht sich die Gesamtnutzfläche der Halle auf 9.400 m².
Obwohl hauptsächlich für Leichtathletik ausgestattet, kann sie kurzfristig etwa für Gerätturnen oder Badminton als auch Ballsport (bspw. Basketball, Handball, Fußball, Volleyball) oder Behindertensport, Gymnastik, Tanz, Kampf- und weitere Sportarten umgebaut werden.
Neben der Halle befindet sich eine Werferanlage, auch Wurfzentrum Brandberge genannt.